# Jill Valentine
Jill Valentine là một nhân vật hư cấu trong loạt Resident Evil một loạt trò chơi điện tử kinh dị sinh tồn do công ty Nhật Bản Capcom tạo ra. Cô được giới thiệu là một trong hai nhân vật người chơi trong trò chơi Resident Evil (1996) bản gốc. Valentine là cựu thành viên thuộc đội S.T.A.R.S của Sở Cảnh sát Thành phố Raccoon, ban đầu làm việc chung với đồng đội Chris Redfield chống lại Umbrella Corporation, một công ty dược phẩm tạo ra những zombie với mục đích khủng bố sinh học và vũ khí hữu cơ sinh học khác. Jill và Chris Redfield sau đó trở thành thành viên sáng lập của Liên minh Đánh giá An ninh Khủng bố Sinh học (B.S.A.A) thuộc Liên hợp quốc.
Valentine là nhân vật chính của một số trò chơi Resident Evil, tiểu thuyết hóa, phim và các phương tiện truyền thông khác. Trong các trò chơi sau này, chẳng hạn như bản làm lại năm 2002 của Resident Evil, Resident Evil: The Umbrella Chronicles, và Resident Evil 5, các đặc điểm của cô ấy dựa trên người mẫu và diễn viên người Canada Julia Voth. Valentine cũng xuất hiện trong phimResident Evil, do nữ diễn viên Sienna Guillory thể hiện. Cô ấy đã xuất hiện trong một số thương hiệu trò chơi khác như Street Fighter, Marvel vs. Capcom và Project X Zone .
Các ấn phẩm trò chơi điện tử đã liệt kê Valentine nằm trong số các nhân vật trò chơi điện tử nổi tiếng và mang tính biểu tượng nhất, đồng thời ca ngợi cô ấy là nhân vật Resident Evil đáng yêu và nhất quán nhất. Cô nhận được cả sự hoan nghênh và chỉ trích liên quan đến việc thể hiện giới tính trong trò chơi điện tử. Một số ấn phẩm ca ngợi bộ truyện qua việc miêu tả hình ảnh phụ nữ và coi Valentine là nhân vật ít bị tình dục hóa hơn đáng kể so với các nhân vật nữ khác trong trò chơi; cô cũng được coi là một ví dụ về một nhân vật nữ có năng lực và kỹ năng như các đồng nghiệp nam. Những người khác cho rằng cô bị suy yếu trong vai trò nhân vật chính do những thuộc tính yếu đuối trong vai trò nữ anh hùng, cụ thể là hình dáng cơ thể phi thực tế không phản ánh nền tảng quân sự; một số bộ trang phục gợi dục quá mức của cô cũng bị chỉ trích. Cùng với Ada Wong, cô là nữ nhân vật lôi cuốn trong loạt trò chơi.

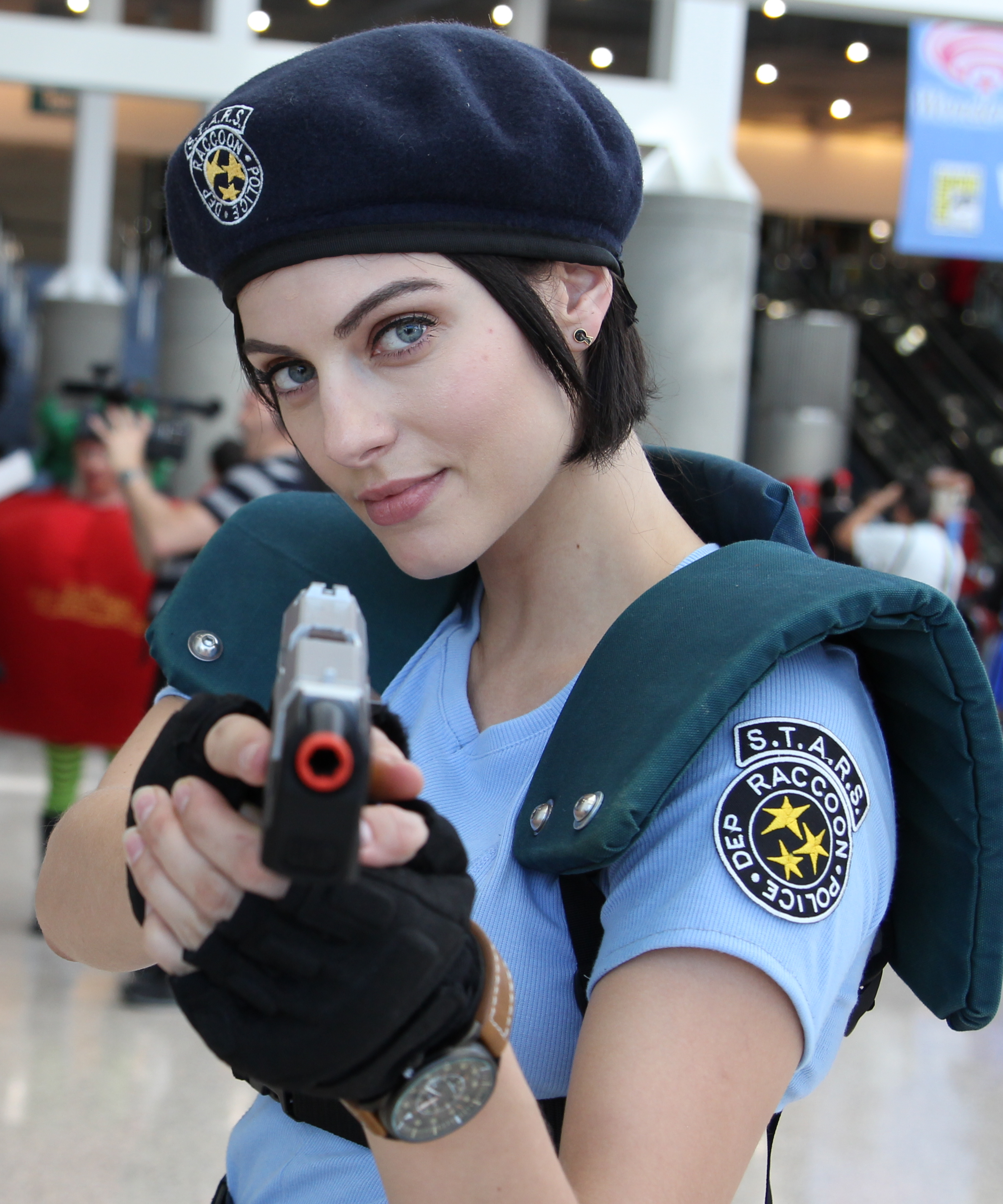
Hóa trang Jill Valentine của Julia Voth

| 1996 | Resident Evil                           |
| 1997 | Resident Evil: Director's Cut           |
| 1998 |                                         |
| 1999 | Resident Evil 3: Nemesis                |
| 2000 | Marvel vs. Capcom 2: New Age of Heroes  |
| 2001 |                                         |
| 2002 | Resident Evil (làm lại)                 |
| 2003 | Resident Evil: The Missions             |
| 2004 | Under the Skin                          |
| 2005 |                                         |
| 2006 |                                         |
| 2007 | Resident Evil: The Umbrella Chronicles  |
| 2008 | Resident Evil: Genesis                  |
| 2009 | Resident Evil 5                         |
| 2010 |                                         |
| 2011 | Resident Evil: Mercenaries Vs.          |
| 2011 | Resident Evil: The Mercenaries 3D       |
| 2011 | Resident Evil Outbreak Survive          |
| 2011 | Marvel vs. Capcom 3: Fate of Two Worlds |
| 2011 | Ultimate Marvel vs. Capcom 3            |
| 2012 | Resident Evil: Revelations              |
| 2012 | Resident Evil: Operation Raccoon City   |
| 2012 | Project X Zone                          |
| 2013 |                                         |
| 2014 |                                         |
| 2015 | Project X Zone 2                        |
| 2016 |                                         |
| 2017 |                                         |
| 2018 |                                         |
| 2019 |                                         |
| 2020 | Resident Evil 3 (làm lại)               |
| 2020 | Resident Evil: Resistance               |